# Miltochrista prominens
Miltochrista prominens là một loài bướm đêm thuộc phân họ Arctiinae, họ Erebidae.